# Iselin Seamount
Iselin Seamount är ett djuphavsberg i Antarktis. Det ligger i havet utanför Västantarktis. Nya Zeeland gör anspråk på området. 